# Borough de Fairbanks North Star
El Borough de Fairbanks North Star, se localiza en el estado de Alaska. Es parte del Área metropolitana de Fairbanks, la cual incluye todo el borough. En el censo de 2020, se registró una población de 95,655 habitantes y una densidad de 5,01 hab./ km². La cabecera del borough, se localiza en Fairbanks.

## Características generales

### Gobierno
El borough se compone de una cámara de nueve miembros elegidos para un término de 3 años, con sede en la cabecera. El Alcalde, es un Jefe Administrativo electo para cubrir un periodo de tres años; también reside en Fairbanks.
El borough, opera un Sistema Público de Bibliotecas; destacándose la Biblioteca Pública Noel Wien.

### Geografía
El borough tiene una área total de 19,280 km², de los cuales 19,079 km², corresponden a tierras y 201 km², tan sólo el (1.04%) son de aguas.

### Boroughs y áreas censales adyacentes
- Área censal de Yukón–Koyukuk - Norte
- Área censal de Southeast Fairbanks - Sureste
- Borough de Denali - Suroeste

### Demografía
En 2020, el censo registró 95,655 habitantes, que residían en 42,693 viviendas, conformando un total de 36,176 familias.
Sólo el 8,8% de la población era de origen hispano.

### Ciudades y pueblos
- College
- Eielson AFB
- Ester
- Fairbanks
- Fox
- Harding-Birch Lakes
- Moose Creek
- North Pole
- Pleasant Valley
- Salcha
- Two Rivers

### Áreas no incorporadas
- Chatanika
- Chena Hot Springs